# Молодёжный (Нерехтский район)
Молодёжный — посёлок в Нерехтском районе Костромской области. Входит в состав Пригородного сельского поселения.

## География
Находится в юго-западной части Костромской области на расстоянии приблизительно 1 км на юго-запад по прямой от районного центра города Нерехта.

## Население
Постоянное население составляло 157 человек в 2022 году.